# Satyrus favonia
Satyrus favonia är en fjärilsart som beskrevs av Otto Staudinger 1891. Satyrus favonia ingår i släktet Satyrus och familjen praktfjärilar. Inga underarter finns listade.